# Belgrad Open
Belgrad Open este un turneu de nivel ATP 250 care se desfășoară în prezent în luna noiembrie. Turneul a avut loc pentru prima dată în 2021 cu o licență pe un singur an. Evenimentul a revenit în 2024 ca o înlocuire târzie pentru Gijon Open și a fost garantat să se desfășoare pentru cel puțin doi ani.

## Rezultate

### Simplu
| An      | Campion         | Finalist         | Scor         |
| ------- | --------------- | ---------------- | ------------ |
| 2021    | Novak Djokovic  | Alex Molčan      | 6–4, 6–3     |
| 2022-23 | Nu s-a ținut    | Nu s-a ținut     | Nu s-a ținut |
| 2024    | Denis Șapovalov | Hamad Medjedovic | 6–4, 6–4     |

### Dublu
| An      | Campioni                          | Finaliști                    | Scor             |
| ------- | --------------------------------- | ---------------------------- | ---------------- |
| 2021    | Jonathan Erlich Andrei Vasilevski | André Göransson Rafael Matos | 6–4, 6–1         |
| 2022-23 | Nu s-a ținut                      | Nu s-a ținut                 | Nu s-a ținut     |
| 2024    | Jamie Murray John Peers           | Ivan Dodig Skander Mansouri  | 6–4, 3–6, [10–3] |